# Церква Введення в храм Пресвятої Богородиці (Осташівці)
Церква Введення в храм Пресвятої Богородиці в Осташівцях — парафія і храм греко-католицької громади Озернянського деканату Тернопільсько-Зборівської архієпархії Української греко-католицької церкви в селі Осташівці Тернопільського району Тернопільської области.

## Історія церкви
У 1747 році в селі існувала дерев'яна греко-католицька церква Введення в храм Пресвятої Богородиці. У період з 1910 по 1911 рік збудували нову кам'яну церкву.
Під час Другої світової війни храм був зруйнований, але у 1990 році його відбудували з ініціативи Михайла Побережника та за активної участі парафіян. 4 грудня 1990 року церкву освятили.
Парафія належала до УГКЦ до 1946 року, а з 1990 року парафія і храм знову перебувають у її лоні.
4 грудня 2011 року, на честь століття храму, його освятив владика Василій Семенюк.
При парафії діють такі спільноти:
- Братство Матері Божої Неустанної Помочі
- Спільнота «Матері в молитві»
- Марійська дружина

На території парафії є проборство, де проживає священник. Біля церкви освячено місце поховання воїнів, загиблих під час німецько-радянської війни. У 1991 році там встановили дубовий хрест і насипали могилу.

## Парохи
- о. Григорій Барвінський,
- о. Іван Хромовський,
- о. Григорій Алиськевич (до 1912),
- о. Яворський,
- о. Склепакович,
- о. Василь Молочко,
- о. Микола Янович (до 1933),
- о. Константан Гуляй (до 1944),
- о. Іван Колодій (з 1990),
- о. Михайло Вересюк (3 місяці),
- о. Омелян Кобель (два роки),
- о. Василь Прокопів (4 роки),
- о. Мирослав Гордійчук (з 1995),
- о. Михайло Пошва (2003),
- о. Петро Половко (вісім місяців),
- о. Микола Джиджора (з 4 вересня 2003).